# Daegu FC II
Daegu FC II ist die zweite Herren-Fußballmannschaft von Daegu FC. Sie ist eine U23-Mannschaft und dient vornehmlich jungen Talenten als Zwischenstation zwischen dem Jugend- und dem Profibereich. Aktuell spielt der Verein in der K4 League, der vierthöchsten Spielklasse Südkoreas.

## Geschichte

### Gründung & Erste Spielzeiten (2008–2012)
Gegründet wurde die 2. Mannschaft 2008, um an der R-League teilzunehmen. Der Trainer der 2. Mannschaft wurde Byeon Byeong-jun. Die Premierenspielzeit beendete die 2. Mannschaft auf den Vorletzten Platz. Die darauffolgende Spielzeit beendete die Mannschaft sogar auf den letzten Ligaplatz. 2010 übernahm Lee Yeong-jin den Trainerposten. Die erste Spielzeit unter Lee Yeong-jin verlief allerdings ebenso enttäuschend, wie die Spielzeit zuvor. Der Verein beendete die Spielzeit erneut auf den letzten Platz. Die Spielzeit 2011 verlief hingegen besser. Der Verein beendete die Spielzeit auf einen 5. Mittelfeldplatz. Nach Ende der Spielzeit, kündigte die Vereinsführung die Nicht-Teilnahme an der Spielzeit 2012 an.

### Erfolge in der R-League (2013–2021)
2013 bis 2015 trug der Profiverband die R-League nicht aus. 2016 wurde die Liga erstmals nach 2012 wieder ausgetragen und die Vereinsführung stellte die 2. Mannschaft wieder neu auf. Neuer Trainer der Mannschaft wurde erneut Lee Yeong-jin. Die Premierenspielzeit konnte der Verein überraschend auf Platz 1 beenden und somit erstmals den R-League-Titel gewinnen. Die darauffolgende Spielzeit wurde erstmals mit allen Vereinen in einer Staffel ausgetragen. Dabei konnte der Verein den 5. Tabellenplatz erringen. Ab 2018 wurde die Liga wieder in separaten Gruppen ausgetragen. Dabei konnte der Verein in den letzten beiden Spielzeiten 2018 & 2019 den 2. Platz erringen. Zwischen 2020 und 2021 wurde die R-League erneut nicht ausgetragen. Aufgrund der COVID-19-Pandemie in Südkorea konnte kein R-League-Wettbewerb gewährleistet werden. Ende 2021 gab der Verein bekannt, die Mannschaft in der K4 League antreten zu lassen.

### K4 League-Premierenspielzeit (2022)
Für die Premierenspielzeit in der K4 League, stellt der Verein erneut eine neue Mannschaft auf. Dafür wurde der Co.-Trainer Jeong Cheol-yeong für den Trainerstab der 2. Mannschaft verpflichtet.

### Historie-Übersicht
| Saison                                             | Liga      | Kl. | Vereine | Spiele | Pl. | S  | U | N  | Tore  | Pkt. | KFA Cup | Play-Off | Trainer                                               |
| 2008                                               | R-League  | -   | 8       | 21     | 7.  | 3  | 3 | 15 | 16:42 | 12   | -       | -        | Byeon Byeong-ju                                       |
| 2009                                               | R-League  | -   | 5       | 12     | 5.  | 2  | 4 | 6  | 15:27 | 10   | -       | -        | Byeon Byeong-ju                                       |
| 2010                                               | R-League  | -   | 8       | 14     | 8.  | 1  | 2 | 11 | 14:32 | 5    | -       | -        | Lee Yeong-jin                                         |
| 2011                                               | R-League  | -   | 8       | 21     | 5.  | 8  | 5 | 8  | 26:26 | 29   | -       | -        | Lee Yeong-jin                                         |
| 2012: Keine Teilnahme                              |           |     |         |        |     |    |   |    |       |      |         |          |                                                       |
| 2013–2015: Keine Austragung                        |           |     |         |        |     |    |   |    |       |      |         |          |                                                       |
| 2016                                               | R-League  | -   | 6       | 15     | 1.  | 10 | 2 | 3  | 38:16 | 32   | -       | -        | Lee Yeong-jin (-08.2016) Son Hyun-jun (08.2016-)      |
| 2017                                               | R-League  | -   | 12      | 22     | 5.  | 9  | 6 | 7  | 38:29 | 33   | -       | -        | Son Hyun-jun (-05.2017) André (05.2017-)              |
| 2018                                               | R-League  | -   | 8       | 21     | 2.  | 12 | 4 | 5  | 55:32 | 40   | -       | -        | André                                                 |
| 2019                                               | R-League  | -   | 7       | 13     | 2.  | 8  | 3 | 2  | 34:21 | 27   | -       | -        | André                                                 |
| 2020–2021: Keine Austragung, bzgl. Corona-Pandemie |           |     |         |        |     |    |   |    |       |      |         |          |                                                       |
| 2022                                               | K4 League | 4   | 18      | 34     |     |    |   |    | -:-   |      |         |          | Jeong Cheol-yeong (-07.2022) Jeong Seon-ho (07.2022-) |

## Stadion
| Stadion | Name                | Eigentümer            | Eröffnung | Nutzungszeitraum | Nutzungszeitraum |
| Stadion | Name                | Eigentümer            | Eröffnung | Von              | Bis              |
| ------- | ------------------- | --------------------- | --------- | ---------------- | ---------------- |
|         | Daegu-Ersatzstadion | Stadtverwaltung Daegu | 2001      | 2008             | Bis jetzt        |